# Magistralinis kelias A4
Die A4 ist eine Fernstraße in Litauen. Sie ist in ihrem überwiegenden Verlauf nicht Teil einer Europastraße (in Vilnius kurz Europastraße 28).

## Verlauf
Die Straße führt von der Hauptstadt Vilnius über den Abzweig der nach Westen führenden Magistralinis kelias A16 in südwestlicher Richtung zur Grenze zu Belarus südlich von Druskininkai am Übergang Pryvalki/Raigardas. Auf belarussischer Seite bildet die Fernstraße P42 ihre Fortsetzung in die Stadt Hrodna (Grodno).
Die Länge der Straße beträgt rund 134 km.